# John Ditlev-Simonsen
John Ditlev-Simonsen   (Dypvåg Municipality, 18 d'octubre de 1898 - Oslo, 10 de gener de 2001) va ser un regatista noruec, vencedor d'una medalla olímpica. Era germà del també regatista Olaf Ditlev-Simonsen.
El 1936 va prendre part en els Jocs Olímpics de Berlín, on va guanyar la medalla de plata en la competició de 8 metres del programa de vela, a bord del Silja.
Durant la Segona Guerra Mundial fou arrestat en el decurs l'ocupació de Noruega. Dos dies després de la seva detenció, el 26 d'abril de 1943, va ser traslladat al camp de concentració de Grini, d'on fou alliberat el 5 de maig de 1945.